# Fotin Enescu
Fotin Enescu (n. 30 ianuarie 1878, comuna Mălureni, județul Argeș – d. 30 decembrie 1918, Chișinău) a fost ministru de finanțe al României în anul 1918.

## Copilărie și studii
A fost fiul cel mare al lui Gh. Enescu. A studiat dreptul la Universitatea București.

## Carieră
A lucrat ca ajutor de judecător și procuror la Tribunalul Vâlcea, apoi judecător de instrucție la Tribunalul Argeș. În magistratură a fost coleg cu I.G.Duca. Devine subdirector, apoi director al Băncilor Populare. Când Duca era director la Băncile Populare, l-a luat pe Fotin ca subdirector. După plecarea lui Duca, Fotin Enescu ajunge director în locul lui. Sub conducerea sa au luat ființă multe bănci în țară.

## Carieră politică
Se bucura de mare trecere în fața Regelui Ferdinand. Îndeplinește de două ori funcția de ministru de finanțe (29 ianuarie — 27 februarie 1918, 24 octombrie 1918 - 29 octombrie 1918) în Guvernul Averescu și ministru al agriculturii și domeniilor (24 octombrie - 3 decembrie 1918) în guvernele C. Coandă și I. I. C. Brătianu. A luptat pe toate căile pentru împropietărirea țăranilor.
Despre cooptarea în primul guvern Alexandru Averescu, acesta nota în jurnalul său la data de 29 ianuarie 1918: „Am depus jurământul. Regele a ținut o mică cuvântare. Am putut lua la Finațe pe Fotin Enescu, aproape cu sila. L-am văzut la Palat, o jumătate oră înaintea depunerii jurământului și după multă stăruință din partea mea și a Regelui, a sfârșit prin a primi.”

## Moartea
În plină tinerețe, moare din cauza unei gripe infecțioase.